# Párducfoltos darázscincér
A párducfoltos darázscincér (Xylotrechus pantherinus) a cincérfélék családjába tartozó, Eurázsiában honos, kecskefűzön élő bogárfaj. 

## Megjelenése
A párducfoltos darázscincér testhossza 10-21 mm. Előháta hosszabb a szélességénél, oldalai ívesek; szárnyfedőinek oldalvonalai kissé végig keskenyednek. Teste barna, barnásfekete vagy fekete, sárgásszürkén szőrözött (alul szőrei szürkések). Csápjai barnásvörösek, lábai világosbarnák. A szárnyfedők kétharmadánál ívelt sárgás keresztsáv látható; felette 3-3  sárgás folt alkot nagyjából kör alakú mintát. Az előtor elmosódott, hosszanti, sárgás csíkokkal díszített. A homlokon élesen kiemelkedő lécek láthatók, amelyek elöl hegyben összefutnak.

## Elterjedése és életmódja
Eurázsiában honos, a Pireneusoktól Nyugat-Szibériáig és Kazahsztánig. Magyarországon ritka, de a Kárpátokban gyakoribb. 
Erdőszélek, parlagok, felhagyott kőfejtők stb. lakója. Lárvája elsősorban a kecskefűz (ritkán más fűzfajok, pl. törékeny fűz vagy szibériai fűz) meggyengült, beteg, sérült, de még élő ágaiban él. A nőstény általában a kéreg sérülései mellé rakja petéit. A megtámadott ágak általában 2-6 cm (ritkán vastagabb, legfeljebb 10 cm) vastagok. A lárva a kéreg alatt rágja hosszanti, 20-40 cm hosszú és 4-8 mm széles, törmelékkel teli galériáit. Fejlődése 2-3 évig tart. Ugyanabban a fában több generáció is megtalálható. Az imágó júniustól augusztusig rajzik, többnyire a tápnövényen tartózkodik, virágokat nem látogat.  
Magyarországon védett, természetvédelmi értéke 5000 Ft.